# Lust for Life (Lana-Del-Rey-Album)
Lust for Life (englisch für „Lebenslust“) ist das fünfte Studioalbum der US-amerikanischen Popsängerin Lana Del Rey.

## Entstehung und Artwork
Alle Stücke des Albums wurden von Lana Del Rey, teilweise in Zusammenarbeit mit wechselnden Koautoren, geschrieben. Wie schon bei den vorangegangenen Alben stand ihr erneut Rick Nowels bei fast allen Stücken zur Seite, lediglich an zwei Stücken wirkte Nowels nicht als Komponist oder Liedtexter mit. Bei ungefähr der Hälfte aller Lieder wurden die beiden von weiteren Koautoren unterstützt. Der US-amerikanische Rapper A$AP Rocky schrieb unter seinem bürgerlichen Namen Rakim Mayers an zwei Stücken mit, damit ist er der einzige Koautor der an mehr als einem Lied mitwirkte, alle weiteren Autoren schrieben jeweils nur ein Lied für das Album. Ebenfalls wurden mit Ausnahme von einem bzw. zwei Titeln alle Stücke des Albums von Del Rey und Nowels produziert. Die meisten Titel produzierten die beiden zusammen mit den US-amerikanischen Produzenten Kieron Menzies und Dean Reid. Des Weiteren treten vereinzelt die Produzenten Benny Blanco, Boi 1da, Emile Haynie, Sean Ono Lennon und Jahaan Sweets in Erscheinung. Das Mastering von Lust for Life erfolgte durch Adam Ayan, lediglich das Lied Love wurde durch Mike Bozzi gemastert. Die Abmischung des Albums erfolgte unter der Leitung von Menzies, mit Ausnahme von zwei Stücken stand ihm Reid zur Seite. Bei dem Lied Love wurden Menzies und Reid von Blanco und Haynie, bei Tomorrow Never Came von Matthew Cullen unterstützt. Das abschließende Engineering erfolgte ebenfalls durch Menzies und Reid, hierbei stand den beiden Trevor Yasuda zur Seite. Bei einigen Titeln erhielten die drei weitere Unterstützung wie zum Beispiel von Chris Garcia, Hector Delgado oder Jordan Stilwell. Aufgenommen wurde das Album unter anderem in London, Los Angeles oder Santa Monica. Lust for Life wurde unter den Musiklabels Interscope Records und Polydor veröffentlicht und durch Universal Music Distribution vertrieben.
Auf dem Cover des Albums ist – neben Künstlernamen und Liedtitel – eine lächelnde Del Rey zu sehen. Del Rey trägt ein weißes Spitzenkleid sowie Blumen in ihren Haaren und steht vor einem Pritschenwagen. Das Outfit ist dasselbe wie das aus ihrem Musikvideo zur ersten Singleveröffentlichung Love. Wie schon oft in der Vergangenheit wurden das Coverbild sowie Fotografien im Begleitheft wieder von Del Reys Schwester Caroline „Chuck“ Grant, zusammen mit Neil Krug, geschossen. Das Design stammt von Markus Bagå und Mat Maitland. Del Rey veröffentlichte das Coverbild erstmals über ihre Facebookseite am 11. April 2017.

## Veröffentlichung und Promotion
Die Erstveröffentlichung von Lust for Life erfolgte weltweit am 21. Juli 2017. Das Album besteht aus 16 neuen Studioaufnahmen und ist als CD und Download erhältlich. In den Vereinigten Staaten erschien zeitgleich eine „Target Edition“ des Albums, diese beinhaltet zusätzlich ein Poster Del Reys. Am 6. Oktober 2017 erschien Lust for Life als Vinylplatte.

## Hintergrundinformation
Bei Groupie Love und Summer Bummer handelt es sich nicht um die erste Zusammenarbeit zwischen Del Rey und A$AP Rocky. In der Vergangenheit arbeiteten Del Rey und Rocky schon des Öfteren zusammen. Im Jahr 2012 hatte Rocky einen Auftritt als John F. Kennedy in Del Reys Musikvideo zu National Anthem. Im selben Jahr entstand auch das gemeinsame Lied Ridin’. Das Stück sollte ursprünglich auf dem Mixtape Follow the Leaders von The KickDrums erschienen, jedoch entschied man sich aufgrund eines Leaks das Stück nicht zu veröffentlichen.
In einem Interview verriet Del Rey folgendes über ihr Verhältnis zu Rocky: „I’ve been in touch with him since National Anthem. He travels a lot, but whenever he’s in town … I’ll come down to the studio and hear what he’s working on and just do background vocals on his tracks. There probably are a lot of tracks somewhere that we’re both on.“ (Ich stehe mit ihm seit National Anthem in Kontakt. Er reist viel, aber immer wenn er in der Stadt ist … dann komme ich zu ihm ins Studio, höre mir die Sachen, an denen er arbeitet, an und nehme einige Hintergrundgesänge für ihn auf. Irgendwo sind möglicherweise einige Lieder, auf denen wir beide zu hören sind.)

## Inhalt
Alle Liedtexte des Albums sind in englischer Sprache verfasst und stammen von Del Rey, die die Stücke zusammen mit wechselnden Koautoren schrieb. Es handelt sich bei allen Stücken um Neukompositionen, wobei das Stück 13 Beaches zu Beginn eine Originalaufnahme von Candace Hilligoss aus Herk Harveys Tanz der toten Seelen aus dem Jahr 1962 beinhaltet. Musikalisch bewegen sich die Lieder im Bereich des Dream Pops, Indie-Pops und Indie-Rocks. Bei Tomorrow Never Came handelt es sich um eine Hommage an Tomorrow Never Knows der Beatles. Del Rey erzählt darin von ihrer Idealvorstellung einer Beziehung und als Beispiel dazu nennt sie John Lennon und Yoko Ono. Sie erhielt bei dem Stück musikalische Unterstützung durch deren gemeinsamen Sohn Sean Ono Lennon. Das Album beinhaltet neben der Zusammenarbeit mit Ono vier weitere Gastbeiträge, in denen Del Rey musikalische Unterstützung durch A$AP Rocky, Playboi Carti, Stevie Nicks und The Weeknd erhielt. Zur Zusammenarbeit mit Nicks von Fleetwood Mac kam es, weil Del Rey unbedingt eine Frau auf ihrem Album haben wollte. Sie sei eine „wunderbare Sängerin“ und bei der ersten Begegnung mit ihr sei Del Rey „richtig“ nervös gewesen. Bei jedem ihrer Lieder wurde sie von verschiedenen Instrumentalisten begleitet (siehe Mitwirkende).
| #  | Titel                                                    | Autor(en) | Produzent(en)                                         | Länge |
| -- | -------------------------------------------------------- | --- | ----------------------------------------------------- | ----- |
| 1  | Love                                                     | Lana Del Rey, Emile Haynie, Benjamin Levin, Rick Nowels                                                       | Benny Blanco, Lana Del Rey, Emile Haynie, Rick Nowels | 4:33  |
| 2  | Lust for Life (feat. The Weeknd)                         | Lana Del Rey, Max Martin, Rick Nowels, Abel Tesfaye                                                           | Lana Del Rey, Kieron Menzies, Rick Nowels, Dean Reid  | 4:24  |
| 3  | 13 Beaches                                               | Lana Del Rey, Rick Nowels                                                                                     | Lana Del Rey, Tim Larcombe, Rick Nowels, Dean Reid    | 4:56  |
| 4  | Cherry                                                   | Lana Del Rey, Tim Larcombe                                                                                    | Lana Del Rey, Kieron Menzies, Rick Nowels, Dean Reid  | 3:01  |
| 5  | White Mustang                                            | Lana Del Rey, Rick Nowels                                                                                     | Lana Del Rey, Kieron Menzies, Rick Nowels, Dean Reid  | 2:45  |
| 6  | Summer Bummer (feat. A$AP Rocky & Playboi Carti)         | Playboi Carti, Lana Del Rey, Joseph Gradwohl Jr., Rakim Mayers, Matthew Samuels, Jahaan Sweet, Tyler Williams | Boi 1da, Jahaan Sweets                                | 4:21  |
| 7  | Groupie Love (feat. A$AP Rocky)                          | Lana Del Rey, Rakim Mayers, Rick Nowels                                                                       | Lana Del Rey, Kieron Menzies, Rick Nowels, Dean Reid  | 4:24  |
| 8  | In My Feelings                                           | Lana Del Rey, Rick Nowels                                                                                     | Lana Del Rey, Kieron Menzies, Rick Nowels, Dean Reid  | 3:59  |
| 9  | Coachella – Woodstock in My Mind                         | Lana Del Rey, Rick Nowels                                                                                     | Lana Del Rey, Kieron Menzies, Rick Nowels, Dean Reid  | 4:18  |
| 10 | God Bless America – And All the Beautiful Women in It    | Lana Del Rey, Rick Nowels                                                                                     | Metro Boomin, Kieron Menzies, Rick Nowels, Dean Reid  | 4:36  |
| 11 | When the World Was at War We Kept Dancing                | Lana Del Rey, Rick Nowels                                                                                     | Lana Del Rey, Kieron Menzies, Rick Nowels, Dean Reid  | 4:36  |
| 12 | Beautiful People Beautiful Problems (feat. Stevie Nicks) | Lana Del Rey, Stevie Nicks, Rick Nowels, Justin Parker                                                        | Lana Del Rey, Kieron Menzies, Rick Nowels, Dean Reid  | 4:14  |
| 13 | Tomorrow Never Came (feat. Sean Ono Lennon)              | Lana Del Rey, Rick Nowels, Sean Ono Lennon                                                                    | Lana Del Rey, Rick Nowels, Sean Ono Lennon            | 5:08  |
| 14 | Heroin                                                   | Lana Del Rey, Rick Nowels                                                                                     | Lana Del Rey, Kieron Menzies, Rick Nowels, Dean Reid  | 5:55  |
| 15 | Change                                                   | Lana Del Rey, Rick Nowels                                                                                     | Lana Del Rey, Rick Nowels, Kieron Menzies             | 5:21  |
| 16 | Get Free                                                 | Lana Del Rey, Kieron Menzies, Rick Nowels                                                                     | Lana Del Rey, Kieron Menzies, Rick Nowels, Dean Reid  | 5:34  |

Del Rey selbst sagte Folgendes zum Album: „Ich hab meine ersten vier Alben für mich gemacht, aber dieses hier ist jetzt nur für meine Fans. Ich hoffe, dass es genau in die Richtung geht, in welche wir uns alle – wie ich glaube – entwickelt haben.“ Weiter verriet sie, dass sie aktuell mehr Spaß in ihrem Leben habe, im Vergleich zu den vergangenen Jahren, und das spiegele sich in dem Album wider. In Coachella – Woodstock in My Mind wünscht sie sich eine friedliche, lockere Zeit und stellt sich die Frage, wohin die goldene Hippiezeit sei, während sie in God Bless America – And All the Beautiful Women in It bedrohliche Szenarien um Donald Trump besingt. Das Lied Love handelt davon, dass die Welt den Jungen und Verliebten gehöre, und in When the World Was at War We Kept Dancing fragt sie sich, ob das das Ende Amerikas sei. In Lust for Life greift sie zusammen mit The Weeknd erneut das Thema rund um die Liebe auf.

## Singleauskopplungen
Bereits fünf Monate vor der Veröffentlichung von Lust for Life veröffentlichte Del Rey mit Love die erste Single aus dem Album am 18. Februar 2017. Zwei Monate später folgte mit Lust for Life, einer Zusammenarbeit mit The Weeknd, die zweite Singleauskopplung am 20. April 2017. Eine Woche vor der Veröffentlichung des Albums erschienen mit Groupie Love (13. Juli 2017, zusammen mit A$AP Rocky) und Summer Bummer (14, Juli 2017, ebenfalls mit A$AP Rocky sowie Playboi Carti) die Singles drei und vier aus dem Album. Am 15. Mai 2017 erschien mit Coachella – Woodstock in My Mind eine Promo-Single aus dem Album. Mit Ausnahme von Groupie Love konnten die anderen drei Singles weltweite Charterfolge feiern. Zu den ersten beiden Singles erschien jeweils ein Musikvideo.
Chartplatzierungen der Singles

| Jahr | Titel         | Höchstplatzierung, Gesamtwochen, AuszeichnungChartplatzierungen (Jahr, Titel, , Platzierungen, Wochen, Auszeichnungen, Anmerkungen) | Höchstplatzierung, Gesamtwochen, AuszeichnungChartplatzierungen (Jahr, Titel, , Platzierungen, Wochen, Auszeichnungen, Anmerkungen) | Höchstplatzierung, Gesamtwochen, AuszeichnungChartplatzierungen (Jahr, Titel, , Platzierungen, Wochen, Auszeichnungen, Anmerkungen) | Höchstplatzierung, Gesamtwochen, AuszeichnungChartplatzierungen (Jahr, Titel, , Platzierungen, Wochen, Auszeichnungen, Anmerkungen) | Höchstplatzierung, Gesamtwochen, AuszeichnungChartplatzierungen (Jahr, Titel, , Platzierungen, Wochen, Auszeichnungen, Anmerkungen) | Anmerkungen                                                                |
| Jahr | Titel         | DE | AT | CH | UK | US | Anmerkungen                                                                |
| ---- | ------------- | --- | --- | --- | --- | --- | -------------------------------------------------------------------------- |
| 2017 | Love          | DE68 (3 Wo.)DE | AT43 (3 Wo.)AT | CH27 (5 Wo.)CH | UK41 (5 Wo.)UK | US44 (2 Wo.)US | Erstveröffentlichung: 18. Februar 2017 Verkäufe: + 317.000                 |
| 2017 | Lust for Life | DE65 (1 Wo.)DE | AT51 (1 Wo.)AT | CH48 (3 Wo.)CH | UK38 (4 Wo.)UK | US64 (1 Wo.)US | Erstveröffentlichung: 20. April 2017 Verkäufe: + 218.000; feat. The Weeknd |
| 2017 | Summer Bummer | — | — | — | UK81 (2 Wo.)UK | — | Erstveröffentlichung: 14. Juli 2017 feat. ASAP Rocky & Playboi Carti       |

## Mitwirkende
Albumproduktion
- Adam Ayan – Mastering (Lieder 2–16)
- Andris Balins – Co-Engineering (Lied 13)
- Berkay Birecikli – Perkussion (Lied 7)
- Metro Boomin – Bass (Lied 10), Musikproduzent (Lied 10), Perkussion (Lied 10), Schlagzeug (Lied 10)
- Mike Bozzi – Mastering (Lied 1)
- Playboi Carti – Komponist (Lied 6), Liedtexter (Lied 6), Rap (Lied 6)
- Matthew Cullen – Abmischung (Lied 1), Engineering (Lied 13)
- Lana Del Rey – Gesang (Lieder: 1–16), Komponist (Lieder: 1–16), Koproduzent (Lied 10), Liedtexter (Lieder: 1–16), Musikproduzent (Lieder: 1–5, 7–9, 11–16)
- Hector Delgado – Effects (Lied 7), Engineering (Lieder: 6–7)
- Gary Ferguson – Schlagzeug (Lieder: 12, 14)
- Chris Garcia – Engineering (Lieder: 4–5, 9, 16)
- Andrew Joseph Gradwohl Jr. – Komponist (Lied 6), Liedtexter (Lied 6), Synthesizer (Lied 6)
- Emile Haynie – Abmischung (Lied 1), Komponist (Lied 1), Liedtexter (Lied 1), Musikproduzent (Lied 1), Schlagzeug (Lied 1), Synthesizer (Lied 1)
- Sean Hurley – Bass (Lied 12)
- Tim Larcombe – E-Gitarre (Lied 4), Komponist (Lied 4), Liedtexter (Lied 4), Mellotron (Lied 4), Musikproduzent (Lied 3), Schlagzeug (Lied 4)
- Benjamin Levin (Benny Blanco): Abmischung (Lied 1), Keyboard (Lied 1), Komponist (Lied 1), Liedtexter (Lied 1), Musikproduzent (Lied 1), Schlagzeug (Lied 1)
- Max Martin – Bass (Lied 2), Komponist (Lied 2), Koproduzent (Lied 2), Liedtexter (Lied 2)
- Rakim Mayers (A$AP Rocky) – Komponist (Lieder: 6–7), Liedtexter (Lieder: 6–7), Rap (Lieder: 6–7)
- Kieron Menzies – Abmischung (Lieder: 1–16), Bass (Lied 3), Engineering (Lieder: 1–16), Field Recording (Lieder: 10, 16), Keyboard (Lieder: 2–3, 7–11, 15), Komponist (Lied 16), Koproduzent (Lieder: 1, 4), Liedtexter (Lied 16), Modem (Lied 3), Musikproduzent (Lieder: 2, 4–5, 7–12, 14–16), Perkussion (Lieder: 2–3, 5, 7–12, 15–16), Piano (Lied 8), Saiteninstrumente (Lieder: 2, 4–5), Schlagzeug (Lieder: 2–3, 5, 7, 9–11, 15), Synthesizer (Lieder: 2–3, 5, 7–8, 11, 16), Tape Loop (Lieder: 2, 9)
- Mighty Mike – Bongos (Lied 2), Keyboard (Lied 3), Koproduzent (Lieder: 3, 14), Perkussion (Lieder: 3, 7, 14, 16), Schlagzeug (Lieder: 3, 14, 16)
- Stevie Nicks – Gesang (Lied 12), Komponist (Lied 12), Liedtexter (Lied 12)
- Rick Nowels – Akustische Gitarre (Lieder: 10–11, 13), Bass (Lieder: 1, 12–13, 15–16), Celesta (Lieder: 9, 15), Chor (Lied 14), Drumcomputer (Lied 10), Hybrid-Piano (Lied 14), Keyboard (Lieder: 1, 8, 16), Komponist (Lieder: 1–3, 5, 7–16), Koproduzent (Lied 6), Liedtexter (Lieder: 1–3, 5, 7–16), Melotron (Lieder: 1–2, 5, 8–10, 12–15), Musikproduzent (Lieder: 1–5, 7–16), Orgel (Lied 12–14, 16), Piano (Lieder: 2–3, 5, 8, 10, 12, 15), Saiteninstrumente (Lieder: 3, 8), Synthesizer (Lieder: 2–3, 5–6, 9–10, 12, 16), Vibraphon (Lieder: 1, 7)
- Sean Ono Lennon – Akustische Gitarre (Lied 13), Celesta (Lied 13), Cembalo (Lied 13), E-Gitarre (Lied 13), Gesang (Lied 13), Glasharmonika (Lied 13), Glocken (Lied 13), Komponist (Lied 13), Kontrabass (Lied 13), Liedtexter (Lied 13), Melotron (Lied 13), Musikproduzent (Lied 13), Perkussion (Lied 13), Timpani (Lied 13)
- Justin Parker – Komponist (Lied 12), Liedtexter (Lied 12)
- Dave Palmer – Synthesizer (Lied 10)
- Ali Payami – Programmierung (Lied 2), Schlagzeug (Lied 2)
- Zac Rae – Bass (Lieer: 7, 11), Cembalo (Lied 6), E-Gitarre (Lied 7), Melotron (Lied 16), Orgel (Lieder: 11, 16), Perkussion (Lied 7), Piano (Lied 10), Saiteninstrumente (Lied 4), Schlagzeug (Lieder: 7, 11), Synthesizer (Lieder: 2–3, 7, 10, 16)
- Dean Reid – Abmischung (Lieder: 2–12, 14, 16), Bass (Lieder: 2, 4–5, 7–11, 14, 16), Blechblasinstrumente (Lied 10), E-Gitarre (Lieder: 1, 14, 16), Engineering (Lieder: 1–14, 16), Effects (Lieder: 2, 4–5, 7–9, 14), Gitarrensynthesizer (Lied 2), Melotron (Lied 9), Musikproduzent (Lieder: 2–5, 7–12, 14, 16), Perkussion (Lieder: 2, 8, 10–12, 16), Saiteninstrumente (Lieder: 4, 10–11), Schlagzeug (Lieder: 2, 4–5, 7–9, 11–12), Synthesizer (Lieder: 3, 5, 8–11), Vocoder (Lieder: 2, 7)
- Chris Rockwell – Co-Engineering (Lieder: 11–12)
- Matthew Samuels (Boi 1da) – Bass (Lied 6), Komponist (Lied 6), Liedtexter (Lied 6), Musikproduzent (Lied 6), Schlagzeug (Lied 6)
- Aaron Sterling – Perkussion (Lied 16), Schlagzeug (Lieder: 7, 11, 16), Tamburin (Lied 11)
- Jordan Stilwell – Engineering (Lieder: 2–3)
- Jahaan Sweets – Komponist (Lied 6), Liedtexter (Lied 6), Musikproduzent (Lied 6), Piano (Lied 6)
- Abel Tesfaye (The Weeknd) – Gesang (Lied 2), Komponist (Lied 2), Liedtexter (Lied 2)
- Patrick Warren – Fagott (Lied 14), Flöte (Lied 14), Harmonium (Lied 3), Piano (Lied 13), Orgel (Lied 13), Saiteninstrumente (Lieder: 10, 12), Synthesizer (Lieder: 3, 12, 14), Tack Piano (Lied 10), Waterphone (Lied 3)
- Tyler Williams (T-Minus) – Bass (Lied 6), Cello (Lied 6), Komponist (Lied 6), Liedtexter (Lied 6), Programmierung (Synthesizer) (Lied 6)
- Trevor Yasuda – Engineering (Lieder: 1–14, 16), Keyboard (Lieder: 5, 7, 9, 12–13, 16)

Artwork (Begleitheft/Cover)
- Markus Bagå – Artwork
- Caroline „Chuck“ Grant – Fotograf
- Neil Krug – Fotograf
- Mat Maitland – Artwork

Unternehmen
- Bernie Grundman Mastering – Tonstudio
- Electric Lady Studios – Tonstudio
- The Farm Brooklyn – Tonstudio
- Gateway Mastering – Tonstudio
- The Green Building – Tonstudio
- Hampstead Studios – Tonstudio
- Interscope Records – Musiklabel
- Polydor – Musiklabel
- Record Plant – Tonstudio
- Sole Studios – Tonstudio
- Strongroom – Tonstudio
- Universal Music Distribution – Vertrieb

## Rezensionen
Toni Hennig vom deutschsprachigen Online-Magazin laut.de vergab für Lust for Life fünf von möglichen fünf Sternen. Er beschrieb die Musik als nahezu perfekten Pop zwischen Hippietum und Trap. Er sei der Meinung, dass der Ruf Del Reys als die traurig dreinblickende „Vorstadt-Lolita“, die in ihren Texten die bösen Buben im „James-Dean-Look“ anschmachtet, endgültig der Vergangenheit angehöre. All ihre Stärken hätte sie bislang nicht so kompakt auf Albumlänge gebannt wie auf Lust for Life. Außerdem behandele dieses Album ein paar „wunderbar einprägsame Zeilen“, die in unsicheren politischen Zeiten durchaus zum Nachdenken anregen würden. Sie erschaffe gemeinsam mit der „Produzenten-Ikone“ Nowels schon „nahezu“ perfekte Popmusik. Die Online-Redaktion setzt das Album auf Platz zwölf bei ihren Top-50-Alben des Jahres 2017.
Kevin Long vom GQ-Magazin verglich das Album mit Lordes Melodrama. Das Album sei ein „vollendetes Kunstwerk“, ein „Gegenmittel“ zu den „banalen“ Acts, die zurzeit die Charts beherrschen. Long ist der Meinung, dass Lust for Life bis dato eines der besten Alben des Jahres sei.
Stephan Müller vom deutschsprachigen Online-Magazin plattentests.de vergab sieben von zehn Punkten und hob die Stücke 13 Beaches, Heroin, Love und In My Feelings als „Highlights“ hervor. Er kommt zum Entschluss, dass das Album die „Single-Tauglichkeit“ und die „HipHop-Beats“ von Born to Die mit der intensiven, filmischen und schwülen Atmosphäre von Honeymoon kombiniere. Es fließe mehrfach Trap durch den sanft orchestralen „Vintage-Sound“ Del Reys. Die Highlights setze sie selbst, ohne die Hilfe ihrer Gastmusiker. Müller ist der Meinung, dass Del Rey noch nie so gut gesungen habe.
Das Billboard-Magazin kürte Lust for Life zum „Album der Woche“. Das Rolling Stone bewertete das Album mit 3,5 von fünf Sternen.
Das Album war für die Grammy Awards 2018 in der Kategorie „Bestes Pop-Album“ nominiert.

## Kommerzieller Erfolg

### Chartplatzierungen
Lust for Life erreichte in Deutschland Position acht der Albumcharts und konnte sich insgesamt eine Woche in den Top 10 und elf Wochen in den Charts halten. Darüber hinaus platzierte sich das Album im Monat November 2023 auf Rang neun der Vinylcharts. In Österreich erreichte das Album Position fünf und konnte sich ebenfalls eine Woche in den Top 10 sowie sieben Wochen in den Charts halten. In der Schweiz platzierte sich Lust for Life auf Position zwei und konnte sich drei Wochen in den Top 10 und zehn Wochen in den Charts platzieren. Im Vereinigten Königreich erreichte das Album die Chartspitze und konnte sich dort eine Woche halten sowie drei Wochen in den Top 10 und 13 Wochen in den Charts. In den Vereinigten Staaten erreichte Lust for Life ebenfalls die Spitzenposition der Billboard 200, wo sich das Album eine Woche hielt sowie zwei Wochen in den Top 10 und 22 Wochen in den Charts. 2017 platzierte sich das Album auf Position 93 der Album-Jahrescharts in der Schweiz sowie auf Position 100 im Vereinigten Königreich und auf Position 142 in den Vereinigten Staaten. Des Weiteren erreichte das Album die Chartspitze in Australien, Kanada, Norwegen, Portugal und Schweden.
Für Del Rey ist dies der sechste Charterfolg in den US-amerikanischen Albumcharts sowie der vierte in Deutschland, Österreich, der Schweiz und dem Vereinigten Königreich. Es ist ihr fünfter Top-10-Erfolg in ihrer Heimat und der vierte in den anderen vier genannten Ländern. Es ist ihr dritter Nummer-eins-Erfolg im Vereinigten Königreich sowie nach Ultraviolence ihr zweiter in den Vereinigten Staaten.
| ChartsChartplatzierungen       | Höchstplatzierung | Wochen |
| ------------------------------ | ----------------- | ------ |
| Deutschland (GfK)              | 8 (11 Wo.)        | 11     |
| Österreich (Ö3)                | 5 (7 Wo.)         | 7      |
| Schweiz (IFPI)                 | 2 (10 Wo.)        | 10     |
| Vereinigte Staaten (Billboard) | 1 (22 Wo.)        | 22     |
| Vereinigtes Königreich (OCC)   | 1 (13 Wo.)        | 13     |

| ChartsJahrescharts (2017)      | Platzierung |
| ------------------------------ | ----------- |
| Schweiz (IFPI)                 | 93          |
| Vereinigte Staaten (Billboard) | 142         |
| Vereinigtes Königreich (OCC)   | 100         |

### Auszeichnungen für Musikverkäufe
Im März 2019 wurde Lust for Life im Vereinigten Königreich mit einer Goldenen Schallplatte für über 100.000 verkaufte Einheiten ausgezeichnet, im Januar 2020 folgte die Verleihung einer Goldenen Schallplatte in ihrer Heimat. Es ist Del Reys viertes Studioalbum in Folge, das mindestens Gold-Status im Vereinigten Königreich erreichte. Insgesamt erhielt das Album weltweit sieben Goldene sowie fünf Platin-Schallplatten für über 905.000 verkaufte Exemplare.

| Land/Region                  | Auszeichnungen für Musikverkäufe (Land/Region, Auszeichnung, Verkäufe) | Verkäufe |
| ---------------------------- | ---------------------------------------------------------------------- | -------- |
| Australien (ARIA)            | Gold                                                                   | 35.000   |
| Brasilien (PMB)              | Platin                                                                 | 40.000   |
| Dänemark (IFPI)              | Gold                                                                   | 10.000   |
| Finnland (IFPI)              | Gold                                                                   | 10.000   |
| Frankreich (SNEP)            | Gold                                                                   | 50.000   |
| Italien (FIMI)               | Gold                                                                   | 25.000   |
| Kanada (MC)                  | Platin                                                                 | 80.000   |
| Neuseeland (RMNZ)            | Platin                                                                 | 15.000   |
| Polen (ZPAV)                 | 2× Platin                                                              | 40.000   |
| Vereinigte Staaten (RIAA)    | Gold                                                                   | 500.000  |
| Vereinigtes Königreich (BPI) | Gold                                                                   | 100.000  |
| Insgesamt                    | 7× Gold · 5× Platin ·                                                  | 905.000  |

Hauptartikel: Lana Del Rey/Auszeichnungen für Musikverkäufe